# Jan Prokopowicz (sędzia)
Jan Prokopowicz – polski sędzia.
Od 1 września 1917 pełnił funkcję sędziego pokoju Okręgu Sądowego Radomskiego. Będąc sędzią Sądu Okręgowego w Radomiu został mianowany 8 sierpnia 1927 sędzią Sądu Apelacyjnego w Lublinie, którego w latach 1933–1939 był także wiceprezesem. 11 listopada 1937 został odznaczony Krzyżem Komandorskim Orderu Odrodzenia Polski.
Po II wojnie światowej, do 1946, stał na czele Sądu Apelacyjnego w Lublinie.